# Windstreuer

Die Schwanenblume ist mit ihren elastischen Stängel perfekt an die Ausbreitung als Windstreuer angepasst

Als Windstreuer bezeichnet man Pflanzen, die mit Hilfe des Windes ihre Samen ausstreuen (Boleochorie, Ballanemochorie). Windstreuung ist ebenso wie die Tierstreuung eine Unterform der Semachorie.
Pflanzen, die den Wind nutzen, um ihre Samen zu verteilen, haben elastische Stängel und lange, elastische Fruchtstiele, an deren Ende sich die Früchte bilden. Die Samen sind meistens winzig, können jedoch weder fliegen noch schweben. Stattdessen werden die Samen aus den geöffneten Früchten geweht „Fliehkraft-Windstreuer“. Auch die Porenkapseln des Klatsch-Mohns dienen der Ausbreitung durch den Wind. Vom Wind bewegt streuen die Samen aus den winzigen Poren unter den Deckeln der Kapseln. Ähnliches gilt auch für die Glockenblumen oder die Jungfer im Grünen.
Eine andere Form sind die Windballisten (Anemoballisten) (Anemoballochorie); durch den Wind wird hier ein Auswurfmechanismus ausgelöst.
Einen Überblick über die Ausbreitungsstrategien von Pflanzen gibt der Artikel Ausbreitungsmechanismen von Pflanzen.